# South of Heaven, West of Hell
South of Heaven, West of Hell (titulada Al oeste del infierno en Argentina y Al sur del cielo, al oeste del infierno en España) es una película wéstern estadounidense de 2000 protagonizada por Dwight Yoakam, quien también coescribió, dirigió y musicalizó la película. La película sigue a Valentine Casey (Yoakam), un mariscal del territorio de Arizona, cuando recibe una visita sorpresa de su padre adoptivo proscrito (Luke Askew) en la víspera de Navidad de 1907. Esta es la única película que Yoakam escribió y dirigió.
La película se estrenó la noche de clausura del Festival de Cine de Slamdance de 2000 y se estrenó en cines el 15 de diciembre de 2000.

## Reparto
- Dwight Yoakam como Valentine Casey
- Vince Vaughn como Taylor Henry
- Billy Bob Thornton como Brigadier Smalls
- Bridget Fonda como Adalyne Dunfries
- Peter Fonda como Bill «Shoshonee Bill»
- Paul Reubens como Arvid Henry
- Bud Cort como Agente Otts
- Michael Jeter como Tío Jude
- Bo Hopkins como Dr. Angus «Doc» Dunfries
- Luke Askew como Leland Henry
- Joe Ely como «Petrified» Paul
- Joe Unger como Nogales Sanchez
- Matt Clark como Burl Dunfries
- Noble Willingham como Sheriff Harris
- Scott Wilson como Clete Monroe
- Ritchie Montgomery como Harold
- Matt Malloy como Harvey
- Natalie Canerday como Sissy
- Otto Felix como Tim «The Wrist» Simms

## Producción
Poco antes de que comenzara la producción, el financista se retiró y Yoakam tomó la decisión de financiar la película por su cuenta, en parte mediante la venta de su casa en Malibú. Su compañía de producción, A Cast of Strays, finalmente se acogió al capítulo 11 de la Ley de Quiebras de los Estados Unidos, y varios miembros del equipo registraron quejas ante los sindicatos y presentaron demandas en tribunales de reclamos menores contra la compañía. Yoakam dijo que fue «la experiencia más difícil que he pasado en mi vida profesional en términos de producción de arte». Para ayudar a pagar la deuda acumulada mientras hacía la película, Yoakam contrató una banda de acompañamiento más barata en 2002, lo que resultó en una pelea con su productor, líder de banda y guitarrista de toda la vida, Pete Anderson.

## Recepción
En Rotten Tomatoes, la película tiene un índice de aprobación del 14 %, basado en 7 reseñas con una calificación promedio de 3,50 sobre 10. En Metacritic, la película tiene una puntuación de 22 según reseñas de 6 críticos, lo que indica «críticas generalmente desfavorables».
Robert Koehler de Variety dijo que la película «carece de los ingredientes críticos de forma, tono consistente, ritmo y economía que harían de este western verdaderamente pasado de moda una aventura sencilla y convincente». Añadió que «no hay gracia en la interacción entre imágenes y emociones. A cada paso, los realizadores parecen incapaces de realizar un western de formula exagerado, y nunca saben cuándo terminar escenas que no conducen a ninguna parte». Escribiendo para Film Threat, Michael Dequina dijo en su reseña que «ver la película de Yoakam... es como comerse un sándwich de mierda. El título puede ser una broma cursi que describe un lugar cercano al infierno, pero no se equivoquen: esta película es el infierno».